# Шонас-л’Амбаллан
Шона-л'Амбаллан (фр. Chonas-l'Amballan) — коммуна во Франции, находится в регионе Рона — Альпы. Департамент коммуны — Изер. Входит в состав кантона Вьенн-Сюд. Округ коммуны — Вьенн.
Код INSEE коммуны — 38107. Население коммуны на 2006 год составляло 1461 человек. Населённый пункт находится на высоте от 146 до 323 метров над уровнем моря. Муниципалитет расположен на расстоянии около 430 км юго-восточнее Парижа, 34 км южнее Лиона, 80 км северо-западнее Гренобля. Мэр коммуны — Mme Girardon-Tournier, мандат действует на протяжении 2008—2014 гг.
Динамика населения (INSEE):